# Rasputin, the Black Monk
Rasputin, the Black Monk è un film muto del 1917 diretto da Arthur Ashley.

## Produzione
Il film fu prodotto dalla World Film. Molti dei nomi dei personaggi del film non sono storicamente corretti.

## Distribuzione
Distribuito dalla World Film e presentato da William A. Brady, il film uscì nelle sale cinematografiche statunitensi il 5 ottobre 1917 dopo essere stato proiettato al Park Theater New York il 12 settembre 1917, dove rimase in cartellone per dieci giorni. A causa dell'enorme folla richiamata dalla prima, fu necessario incrementare le forze degli agenti di polizia, utilizzando anche le riserve.
Il copyright del film, richiesto dalla World Film Corp., fu registrato il 5 ottobre 1917 con il numero LU11502.